# 彭银华
彭银华烈士（1990年12月—2020年2月20日），男，汉族，湖北云梦人，湖北省武汉市江夏区第一人民医院/协和江南医院呼吸与危重症医学科医生。在抗击新型冠状病毒疫情中染病去世，得年29岁。

## 生平
彭银华先后就读于道桥中学、云梦一中、湖北科技学院，2015年毕业后被江夏区第一人民医院录取。因彭银华伯父死于高血压，其父也有高血压，因此彭银华決定學醫，報考湖北科技学院临床医学专业。
2020年1月21日，彭银华工作的江夏区第一人民医院被辟为武汉市第一批定点医院。在抗击新型冠状病毒的过程中，彭银华因勞累加班，感染新冠肺炎，1月25日入住江夏区第一人民医院。1月30日病情加重，被紧急转院至武汉市金银潭医院治疗。2月10日前後病情突然恶化。于2020年2月20日21时50分在武汉市金银潭医院去世，得年29岁。武汉市江夏区卫生健康局对彭银华的去世表示沉重哀悼，向其家属表示诚挚慰问。其家人獲得80万元工伤赔偿款，彭银华也被申报為烈士。
据悉，彭银华因疫情推迟了原定2020年2月1日（正月初八）举行的婚礼，和怀有身孕的未婚妻约定“疫情不散，婚期延迟”。
2020年3月被国家卫生健康委员会、人力资源和社会保障部、国家中医药管理局追授为“全国卫生健康系统新冠肺炎疫情防控工作先进个人”。
2020年4月，湖北省人民政府评定彭银华等14名牺牲在新冠肺炎疫情防控一线的人员为首批烈士。
2020年4月20日，彭银华被追授“中国青年五四奖章”。